# Mausoleu de Gal·la Placídia
El mausoleu de Gal·la Placídia a Ravenna (Itàlia) és una cèlebre tomba monumental de la germanastra de l'emperador Honori, Gal·la Placídia. Construït entre 425 i 430, és una de les vuit estructures de Ravenna inscrites en la llista del Patrimoni de la Humanitat el 1996. Més que per la seva arquitectura, aquest monument és mundialment famós pels seus sumptuosos mosaics, els més antics de la ciutat i que marquen la transició entre l'art paleocristià i l'art romà d'Orient. Com han assenyalat els experts de la UNESCO, «és el més antic i millor conservat de tots els monuments amb mosaics i, al mateix temps, un dels més perfectes artísticament».

## Arquitectura
L'estructura té planta centralitzada. Com tots els mausoleus, més concretament aquesta és de creu grega, i és aquesta la primera construcció occidental que presenta aquesta forma. El mausoleu està lligat a una basílica que també presenta una planta amb forma de creu grega, la basílica de la Santa Creu, que avui en dia no existeix. És un edifici de caràcter funerari, però també de caràcter martirial, perquè més tard es va dedicar a sant Llorenç.
Quant a la seva aparença exterior, presenta un model molt clàssic: revestiment de maó i pedra units per argamassa, i articulat amb petits arcs cecs a l'exterior, i una teulada coberta de teula corbada abocant a 2 o 4 aigües. Les seves grans novetats es veuen a l'interior i en la forma de la planta: el seu interior es tanca amb una cúpula buida no extraadossada i voltes de canó en els arcs laterals, i les parets estan decorades amb rics mosaics. La cúpula també està coberta per mosaics, representant vuit dels apòstols i figures simbòliques de coloms bevent en un atuell. Els altres quatre apòstols estan representats en les voltes del braç transversal; sobre la porta, hi ha una representació «pastoral celeste», és a dir, de Jesucrist com el Bon Pastor, jove, sense barba, amb cabell ondulant, i envoltat d'ovelles; en el costat oposat, hi ha un tema que s'interpreta com la representació de sant Llorenç (màrtir). Panells prims i translúcids de pedra permeten que passi la llum a l'estructura a través de les finestres. Es conserva tota la seva decoració i els sarcòfags.
La decoració (basada en motius cristians) té un important simbolisme, i presenta temes vegetals (evocant el paradís) combinats amb decoració geomètrica i figurativa (màrtirs, apòstols, àngels, etc.). L'absis presenta una decoració d'un cel estrellat amb àngels a les cantonades.
L'edifici (antigament l'oratori d'una església més àmplia dedicada a la Santa Creu) conté tres sarcòfags, el més gran d'aquests, es diu que era el de Gal·la Placídia, i que el seu cos embalsamat es va dipositar aquí en posició sedent, vestida amb el mantell imperial, el 1577, però el contingut del sarcòfag es va cremar accidentalment. El sarcòfag de la dreta s'atribueix a l'emperador Valentinià III o el germà de Gal·la Placídia, l'emperador Honori. El de l'esquerra s'atribueix al marit de Gal·la Placídia, l'emperador Constanci III.

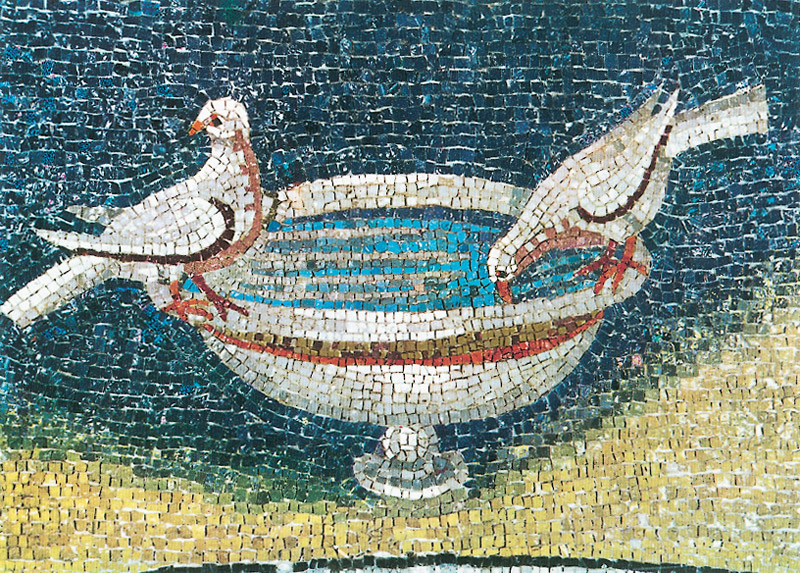
Mosaic (detall)
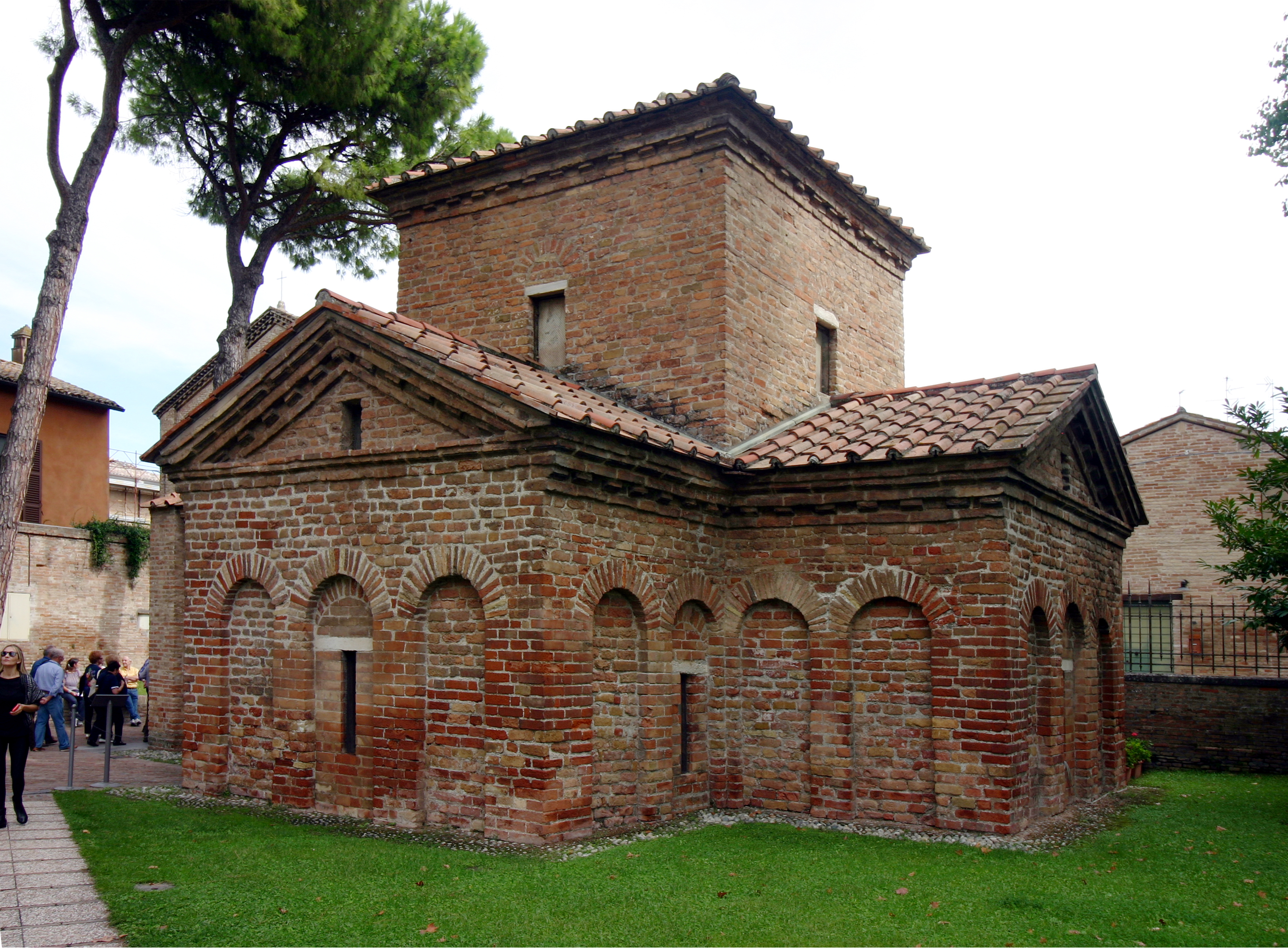
Exterior del mausoleu
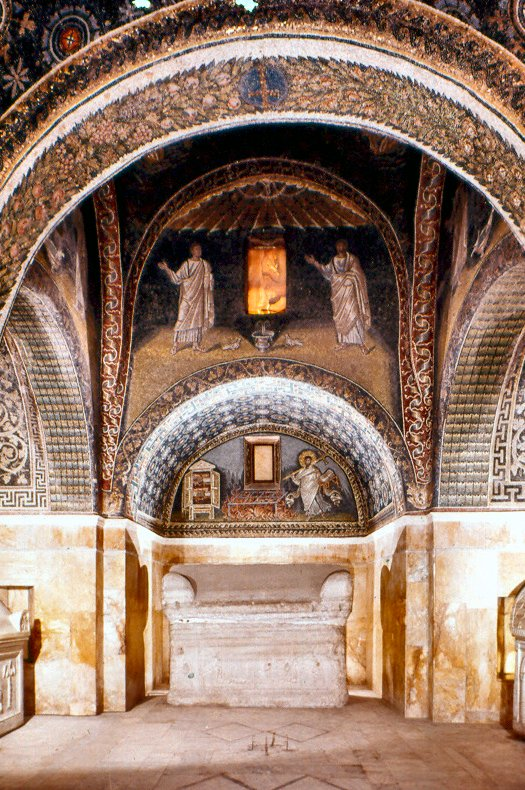
Interior del mausoleu
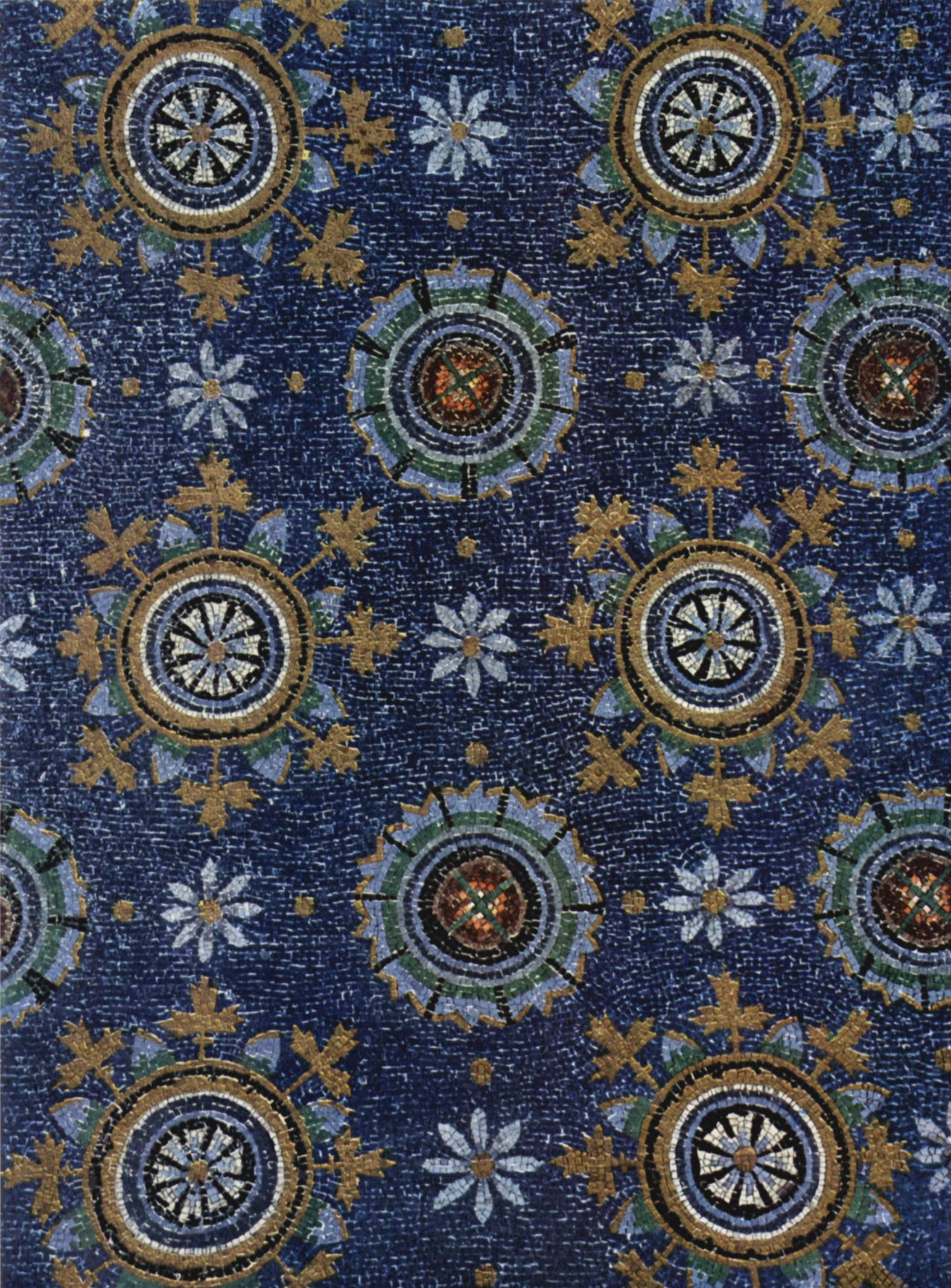
Mosaic al sostre